# Alice Brown
Alice Regina Brown (Jackson, 20 de setembro de 1960) é uma ex-atleta velocista norte-americana, bicampeã olímpica e campeã mundial.
Em Los Angeles 1984 ganhou a medalha de prata nos 100 m rasos, sendo derrotada pela compatriota Evelyn Ashford; nos mesmos Jogos, junto com Ashford, Jeanette Bolden e Chandra Cheeseborough, conquistou a medalha de ouro no revezamento 4x100 metros. A vitória veio com mais de um segundo sobre as segunda colocadas, do Canadá, a maior margem de vitória do 4x100 m na história olímpica , não só por ter no revezamento três das corredoras da final dos 100 m individuais, mas também pela forte largada de Brown, pelo qual era conhecida.
No ciclo olímpico seguinte, ela foi campeã mundial, também no 4x100 m, junto como Florence Griffith-Joyner, Pam Marshall e Diane Williams, no Campeonato Mundial de Atletismo de 1987 em Roma, dominando as velozes adversárias da Alemanha Oriental e marcando o então recorde americano de 41,58s.
Seul 1988 foram os primeiros Jogos Olímpicos não boicotados desde Montreal 1976 e todas as grandes forças do atletismo estavam presentes. Mais uma vez, o duelo do revezamento 4x100 m americano seria contra as alemães-orientais, a maior força desta prova, oito vezes recordistas mundiais. Brown como sempre largou na primeira "perna", e sua largada fenomenal fez a equipe americana ser a primeira a entregar o bastão deixando todas as adversárias para trás; pequenos problemas na passagem do bastão entre Sheila Echols, Florence Griffith e Evelyn Asford, fizeram com que a última recebesse na última "perna" cerca de três metros atrás da última corredora alemã, a ex-recordista mundial Marlies Göhr; mesmo assim Ashford teve uma recuperação espetacular e venceu a prova com um metro de diferença para as alemães.
Mesmo sendo a vencedora da seletiva americana dos 100 m para os boicotados Jogos de Moscou 1980, Brown, velocista americana na era de Evelyn Ashford e Florence Griffith-Joyner, nunca obteve o reconhecimento que mereceu como sprinter, na opinião de técnicos e promotores do atletismo.